# Coprophanaeus horus
Coprophanaeus horus är en skalbaggsart som beskrevs av Waterhouse 1891. Coprophanaeus horus ingår i släktet Coprophanaeus och familjen bladhorningar. Inga underarter finns listade i Catalogue of Life.